# سوسیس فرانکفورتر

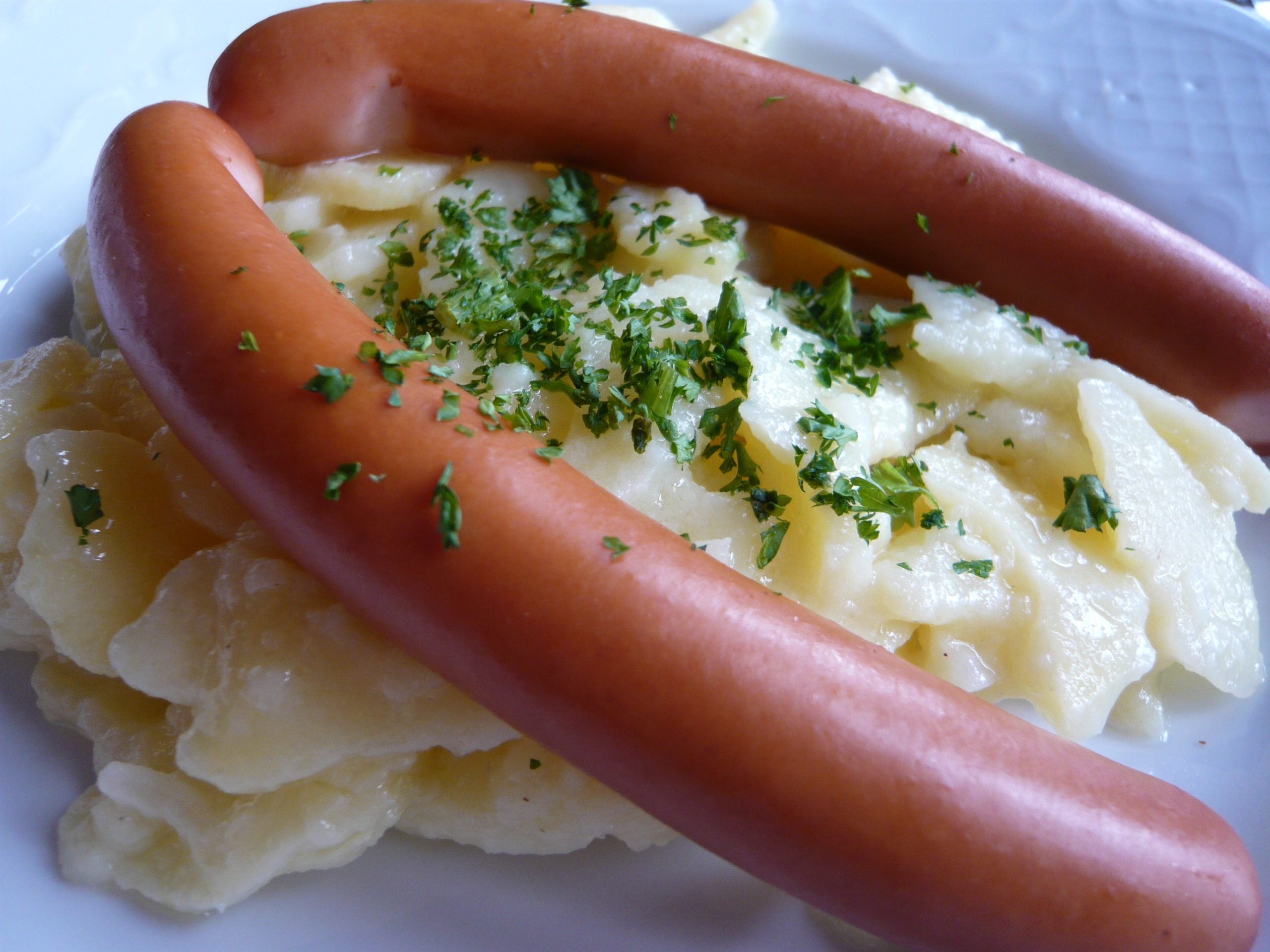
سوسیس فرانکفورتر اصل با سالاد سیب زمینی سرو می‌شود.

پختن فرانکفورتِر برای مدت طولانی باعث باز شدن پوسته می‌شود.

فرانکفورتِر (به آلمانی به معنای سوسیس فرانکفورت) یک سوسیس نازک پخته شده از گوشت خوک خالص در یک پوشش روده گوسفند است. مزه آن با روش دودی کردن در دمای پایین به دست می‌آید. برای مصرف، گاهی اوقات فرانکفورتِر پخته نمی‌شود. آنها فقط حدود هشت دقیقه در آب داغ گرم می‌شوند تا از ترکیدن پوست جلوگیری شود. هر از گاهی روی کوره پروپان یا زغال چوب پخته می‌شوند. آنها به‌طور سنتی با نان، خردل، ترب کوهی یا سالاد سیب زمینی سرو می‌شوند.

## تاریخچه
سوسیس گوشت به عنوان یک تخصص فرانکفورت قبلاً در منابع قرون وسطایی ذکر شده‌است که اغلب در مراسم تاج گذاری امپراتوری در رومربرگ سرو می‌شد. فرانکفورتر دودی از حدود سال ۱۸۶۰ از موقعیت جغرافیایی در آلمان محافظت کرده‌است. از سال ۱۹۲۹، این نشانه فقط برای سوسیس‌هایی که در منطقه فرانکفورت تولید می‌شوند، عمدتاً در نوی-ایزنبورگ و درای‌آیش مجاز است.
در اصل، فرانکفورترها بدون نمک پخت نیتریت ساخته می‌شدند. بعد از روش‌های خاص کهنه کردن و دود کردن، سوسیس‌ها را که حالا به رنگ طلایی درآمده اند، داخل جعبه‌های چوبی با کاغذ روغنی کوچک بین لایه‌ها قرار می‌دهند؛ بنابراین، سوسیس‌های سنتی سطح مقطع مربعی دارند، اما در مواردی که سوسیس گرد است، چند استثنا وجود دارد.

## کشورهای دیگر
در خارج از آلمان، "frankfurter" یک نام رایج برای سوسیس‌های آب‌پز است، مانند سوسیس هات داگ آمریکای شمالی، که در آلمان به آنها Wiener Würstchen (سوسیس وین) می‌گویند. در اتریش، سوسیس‌های وین را Frankfurter Würstl می‌نامند، زیرا ظاهراً توسط یوهان گئورگ لاهنر (۱۷۷۲–۱۸۴۵)، قصابی آموزش دیده در فرانکفورت، که در سال ۱۸۰۵ شروع به تولید سوسیس از مخلوط گوشت خوک و گاو کرد، به وین آورده شد.